# گراز کالیدونیان

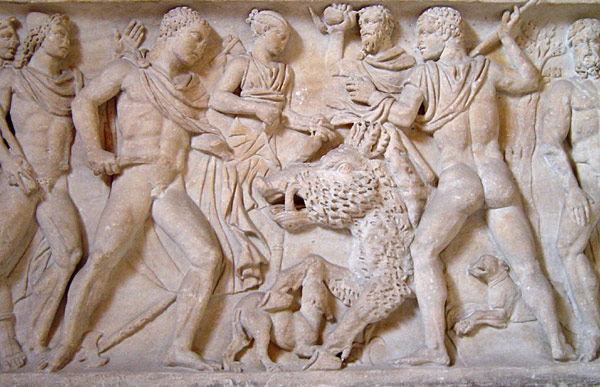
شکار کالیدونیان بر روی کتیبه رومی (موزه اشمولین، آکسفورد)

گراز کالیدونیان (به یونانی: ὁ Καλυδώνιος κάπρος) یکی از هیولاهای اساطیر یونان بود که توسط قهرمانان عصر المپ از پای درآمد. شکار گراز کالیدونیان یکی از بلندآوازه‌ترین افسانه‌های حماسی یونان است. اوینئوس، شاه کالیدون (شهری باستانی در غرب یونان و شمال خلیج پاتراس)، هنگامی که در حال قربانی اولین میوهٔ محصول سالانه خود بود، یک سال فراموش کرد و در سپاسگزاری از آرتمیس واماند، آرتمیس نیز برای انتقام، گرازی وحشی را برای کشتنش فرستاد که باعث بی‌نظمی در حومه شهر شد. اوینئوس جمعی از بزرگترین پهلوانان یونان، به استثنای هرکول که خود در حال انجام ماموریتی جداگانه بود را برای کشتن گراز فراخواند. بااینکه تعداد شکارچیان متفاوت گفته شده‌است، برخی از آنان که مشهورترند عبارتند از: آرگونوت‌ها و یاسون، تسئوس، تلامون، پلئوس، آدمتوس، دوقلوهای کستور و پولوکس، لائرتز، نستور، یولائوس، ملئاگروس فرزند اوینئوس و آتالانته.
عملیات شکار بسیار خونین بود، چندین نفر بدون اینکه بتوانند گراز را حتی زخمی کنند جان خود را از دست دادند. سرانجام آتالانته با پرتاب تیری گراز را زخمی کرد و پس از آن ملئاگروس با نیزه‌اش او را کشت. سپس، ملئاگروس که  عاشق آتالانته بود سعی کرد پوست گراز را به آتالانته اعطا کند زیرا او اولین کسی بود که توانسته بود خون گراز را بریزد، ولی  دایی‌های او یعنی پلکسیپوس و توکسئوس، با دادن جایزه به یک زن مخالف بودند. ملئاگروس در هنگام بحث برای متقاعد کردن وی، آن‌ها را کشت.
مادر ملئاگروس به نام آلتئا برای انتقام مرگ برادرانش، خودکشی را برای ملئاگروس ترتیب داد.